# 埃塞俄比亚航空302号班机空难
|  |

衣索比亞航空302號班機空難，指2019年3月10日一架隶属衣索比亞航空的波音737 MAX 8客機於起飛後不久墜毀，机上149名乘客和8名机组人员全部罹難。

## 事故
这架载有149名乘客和8名机组人员的飞机，从博莱国际机场起飞6分钟，于当地时间8点44分（5:44UTC）坠毁于距机场62公里外的小镇德布雷塞特。事故发生后的记者会上，衣索比亞航空執行長称，起飞后飞行员曾经和控制塔联系，并称飞机难以操控爬升困难，请求返航着陆并获得控制塔批准。8点44分飞机从雷达上消失，事故现场的照片显示，飞机坠毁在泥土地上，砸出数公尺深的大洞，猛烈的撞击造成飞机碎成无数小片残骸，机上157人不幸全部罹难。

## 失事班机
失事客机注册编号为ET-AVJ，是1架交付使用仅4个月的波音737 MAX型客机。该架飞机于2018年10月30日首飞，同年11月15日交付使用。相同机型在2018年10月29日也曾发生类似的重大事故，狮子航空610号班机于起飞13分鐘后不久于海上坠毁，机上189人全部罹難。

## 乘客和机员
| 国家和地区   | 罹難者人數 |
| ------------ | ---------- |
|              | 32         |
| 加拿大       | 18         |
| 衣索比亞     | 9          |
| 義大利       | 8          |
| 美国         | 8          |
| 中国大陆     | 7          |
| 法國         | 7          |
| 英国         | 7          |
| 埃及         | 6          |
| 德国         | 5          |
| 印度         | 4          |
| 斯洛伐克     | 4          |
| 奥地利       | 3          |
| 俄羅斯       | 3          |
| 瑞典         | 3          |
| 以色列       | 2          |
| 摩洛哥       | 2          |
| 波蘭         | 2          |
| 西班牙       | 2          |
| 香港         | 1          |
| 比利时       | 1          |
|              | 1          |
| 印度尼西亞   | 1          |
| 愛爾蘭       | 1          |
| 莫桑比克     | 1          |
| 尼泊尔       | 1          |
| 奈及利亞     | 1          |
| 挪威         | 1          |
| 卢旺达       | 1          |
| 沙烏地阿拉伯 | 1          |
| 塞爾維亞     | 1          |
|              | 1          |
| 苏丹         | 1          |
| 多哥         | 1          |
| 乌干达       | 1          |
| 葉門         | 1          |

机上的157名乘客和机组员共来自33个不同的国家。其中22名乘客是联合国職员，部份乘客前往奈洛比参加當地於3月11至15日举行的联合国环境大会会议，加上前往東非各國的旅遊觀光客，故而涉及如此多的国家。
联合国确认有19名工作人员在事故中罹难，其中世界粮食计划署6人、联合国难民署2人、国际电信联盟2人、内罗毕办事处5人，联合国粮食及农业组织、国际移民组织苏丹办事处、世界银行和驻索马里援助团（UNSOM）各1人。
中华人民共和国表示，有8名中华人民共和国乘客，包括5男3女，年龄多为80后及90后。据中华人民共和国外交部领事保护中心信息，其中4人为该国公司员工，2人为联合国系统国际职员（包括1名香港居民曾成毅），另2人分别来自辽宁和浙江，为因私出行。其中1名浙江人，為前往非洲进行毕业旅行的浙江万里学院女大学生。
負責駕駛此航班的机长是29歲擁有衣索比亞和肯亞雙重國籍的亞里德·格塔丘（Yared Getachew），自2007年11月加入衣索比亞航空，擁有超過8000小時飛行經驗；副驾驶為艾哈迈德努尔·穆罕默德（Ahmednur Mohammed），飛行時間為大約361小時。
有2名乘客未能趕及乘搭此航班避過一劫。希臘籍國際固體廢棄物協會主席安東尼斯·馬夫羅普洛斯原定乘搭此航班，並已辦理登機手續，但遲了2分鐘，登機口關閉，未登上航班。另1名阿聯酋籍男性乘客哈立德（Ahmed Khalid）因杜拜起飛的航班延误而未能登上原有航班，到達亚的斯亚贝巴後改為搭乘下一班航班，最後順利與父親團聚。

## 事故之后
衣索比亞总理阿比·艾哈迈德向遇难者家属致以最深切的哀悼。衣索比亞航空首席执行官特沃尔德·加布雷马里亚姆（Tewolde Gebremariam）访问了坠机现场，證實没有幸存者，并表达了“他的深切同情和哀悼”。波音发表慰问声明。中华人民共和国主席习近平亦就此事向衣索比亞总统萨赫勒-沃克·祖德、肯尼亚总统肯雅塔致慰问电。

### 停飞波音737 MAX客機
由於本事故相距獅子航空610號班機空難不足半年，波音737 MAX 8新交付飛機再次發生極為類似的致命事故，共造成346人罹難，使波音737 MAX客機安全性受外界廣泛質疑。为安全起見，多個國家和航空公司暂停了737 MAX飞机的營運，以及在該國機場升降和飛越領空。
2019年3月11日，为应对波音737 MAX潜在的危险，中国民用航空局率先发布禁飞令，成为全世界第一个采取措施的国家。禁飞令要求中國境内各航空公司停飞所有波音737 MAX 8客機，9小时后，印尼政府亦作同樣決定。同日，埃塞俄比亞航空、康姆航空、高爾航空和開曼航空將波音737 MAX 8客機停飛。2019年3月12日，新加坡民航局宣佈當日下午2點起（UTC 06:00）禁止所有波音737 MAX客機在新加坡機場起飛及降落，以及飛越領空，澳洲、馬來西亞、阿曼和印度亦作相同決定。欧洲航空安全局也发布了紧急适航指令，自3月12日晚間7點（UTC）起禁止737 MAX型号飞机在境內起飛和降落，以及进入领空。
2019年3月13日，尽管美国政府先前数日坚称波音737 MAX是完全安全的，加拿大政府终于禁止737 MAX型号飞机在加拿大境內起飛和降落，以及进入领空。数小时后，美国也最终妥协，发令禁止737 MAX型号飞机在美國境內起飛和降落，以及进入领空，意味著全球所有波音737 MAX客機共380架皆已停飛。

### 取消订单
2019年3月22日，嘉魯達印尼航空宣布取消价值49亿美元的波音737MAX客机订单。

### 航班号更改
此次事故后，埃塞俄比亚航空取消ET302/303这两个航班号，同时段的航班号以ET318/ET319取代。

## 事故调查
衣索比亞境内的空难由衣索比亞民航局负责调查。飞机制造商波音公司声明正准备与美国國家運輸安全委員會一同协助埃塞俄比亚航空进行调查。美国联邦航空管理局（FAA）和歐洲航空安全局（EASA）也将协助调查。而負責調查獅子航空610號班機空難的印尼國家運輸安全委員會願意协助调查埃塞俄比亚航空空難事故。

2019年3月12日据前方救援人员透露，客机的兩个黑匣子（驾驶舱语音记录器和飞行数据记录器）已經找到，已由衣索比亞航空工作人员带回检测。不過，衣索比亞民航局沒有按慣例把黑盒交到飛機生產國，即是美國。他們希望德國分析黑匣子数据。在德国以设备不足为由拒绝后，法国航空事故调查处接受了分析黑匣子数据的请求。
2019年3月13日，FAA宣布在衛星資料和墜機現場找到的新證據顯示，該次客機可能遭遇到和獅子航空610號一樣的問題。調查人員發現在302班機用於控制仰俯角的水平安定面处于「機鼻向下」位置。這樣的發現意味著事發當時，302班機正在俯衝，和獅子航空610號一樣。而飞机异常俯冲的原因是，由于错误的信息，反失速系统机动特性增强系统（MCAS）被错误的激活，飞机的防失速系统于是反复推动飞机的机头向下，但飞行员无法使飞机从机头持续俯冲的状态中抬升，导致飞机坠机。
2019年4月4日（当地时间），埃塞俄比亚交通部召开新闻发布会，公布了本起空难发生后的首个初步调查报告，其中提及因手動配平輪失靈才重新打開了MCAS系統。目前暫時無法確認水平尾翼是否有設計缺陷。但如果確認了配平輪失靈是由於水平尾翼卡死導致，停飛潮將有可能擴散到全部737系列，包括早期的737OG與737CL，以及上一代737NG。報告並提及機師當時遵從了波音自獅子航空空難後新增的故障指引，並執行多次，但依然無法取得控制。
根据《纽约时报》的调查报道，在同为波音737 MAX 8机型的狮航610号航班空难发生后，波音公司、FAA均存在反应迟缓、推诿敷衍的官僚主义行为，波音和FAA与印尼狮航之间也存在严重的沟通不良、缺乏互信的情况。以上问题可能是这次埃塞航空难未被避免的一个因素。
2022年12月23日，埃塞俄比亚交通部长发布坠机事故最终调查报告。报告称，机上迎角传感器（AOA）在起飞后立即失灵，机动特性增强系统（MCAS）故障导致了事故的发生。

## 影視作品
- 2022年2月，Netflix播出了由Rory Kennedy（英语：Rory Kennedy）執導的墜：波音大調查。電影中講述了有關導致獅子航空610号班机空難與埃塞俄比亞航空302號班機空難的起因，同時亦探討波音與兩宗空難的關係[52]。
- 此空難被收錄空中浩劫第24季第10集《Deadly Directive》。

## 相似事故
- 土耳其航空981號班機空難 -  因貨艙艙門於半空發生爆炸減壓，導致液壓管線全毀，飛機最終以時速800公里高速撞向森林。機上346人全部在此次事故中罹難。
- 狮子航空610号班机空难 - 與本次事故幾乎一模一樣。
- 澳洲航空72号班机事故 -  空中巴士A330-300自新加坡往澳洲珀斯途中因攻角感測器故障導致飛機電腦中的防失速保護系統啟動，從而導致飛機兩次發生俯衝。最終飛機緊急迫降在里爾蒙斯機場，機上303人中有115人受傷。